# Resecció ileocecal

La part mitjana i baixa de l'aparell digestiu

La resecció ileocecal és una intervenció quirúrgica en la qual es duu a terme una resecció del cec i una part de l'ili (sovint l'ili terminal). Aleshores, es realitza una anastomosi ileocòlica per unir l'intestí gros i el prim de nou.
Les indicacions de la resecció ileocecal inclouen malaltia de Crohn, hemorràgia, perforació, oclusió, tuberculosi, tumors i masses de l'apèndix.
Tot i que la immensa majoria de reseccions ileocecals es fan sota anestèsia general, també es poden fer sota anestèsia raquídia. Es poden dur a terme laparoscòpicament o en forma d'intervenció oberta.